# Pothyne flavostictica
Pothyne flavostictica là một loài bọ cánh cứng trong họ Cerambycidae.